# 特殊教育學系
特殊教育學系，是指專門在研究特殊教育領域的相關學系，中華民國最早的特教系為國立彰化師範大學特殊教育學系，成立於1975年（民國64年），從此以後各校有關特殊教育方面的科系才逐漸出現。

## 特殊教育學系台灣大專院校列表
台灣有提供特殊教育學士，碩士或博士學位的大學列表。

### 中華民國（臺灣）
有招收學士以上學位的特殊教育相關系所之大專院校有：
| œ  | 學校名稱         | 學院系所                             | 提供學位         | 學校網址                                                                                      |
| 01 | 國立臺灣師範大學 | 特殊教育學系                         | 學士、碩士、博士 | https://web.archive.org/web/20090921113417/http://www.ntnu.edu.tw/spe/                        |
| 02 | 國立彰化師範大學 | 特殊教育學系                         | 學士、碩士、博士 | https://web.archive.org/web/20181106065708/http://dns.spedc.ncue.edu.tw/                      |
| 03 | 國立東華大學     | 特殊教育學系                         | 學士、碩士       | http://www.spe.ndhu.edu.tw/ （页面存档备份，存于）                                            |
| 04 | 國立嘉義大學     | 特殊教育學系                         | 學士、碩士       | http://www.ncyu.edu.tw/special/ （页面存档备份，存于）                                        |
| 05 | 國立臺東大學     | 特殊教育學系                         | 學士、碩士       | http://sped.nttu.edu.tw/bin/home.php （页面存档备份，存于）                                   |
| 06 | 國立臺南大學     | 特殊教育學系                         | 學士、碩士、博士 | https://web.archive.org/web/20150402143243/http://www.sped.nutn.edu.tw/contents/news/news.asp |
| 07 | 國立臺北教育大學 | 特殊教育學系                         | 學士、碩士       | http://spe.ntue.edu.tw/ （页面存档备份，存于）                                                |
| 08 | 國立臺中教育大學 | 特殊教育學系                         | 學士、碩士       | http://spe.ntcu.edu.tw/ （页面存档备份，存于）                                                |
| 09 | 臺北市立大學     | 特殊教育學系                         | 學士、碩士       | http://spec.utaipei.edu.tw/bin/home.php （页面存档备份，存于）                                |
| 10 | 中原大學         | 特殊教育學系                         | 學士、碩士       | http://special.cycu.edu.tw/ （页面存档备份，存于）                                            |
| 13 | 國立高雄師範大學 | 特殊教育學系                         | 學士、碩士、博士 | http://140.127.41.73/spe/Default.aspx （页面存档备份，存于）                                  |
| 12 | 國立屏東大學     | 特殊教育學系                         | 學士、碩士       | http://www.special.nptu.edu.tw/bin/home.php （页面存档备份，存于）                            |
| 11 | 國立清華大學     | 特殊教育學系                         | 學士、碩士       | https://web.archive.org/web/20150225140743/http://dse.nhcue.edu.tw/main.php                   |
| 14 | 臺北市立大學     | 身心障礙者轉銜及休閒教育碩士學位學程 | 碩士             | http://gitle.utaipei.edu.tw/bin/home.php （页面存档备份，存于）                               |

## 外部連結
1. ↑  該校教育與潛能開發學系博士班設有特殊教育組。